# Cawayan
Cawayan est une localité de la province de Masbate, aux Philippines. En 2015, elle compte 67 033 habitants.